# Чунтонов, Михаил Митрофанович
Михаил Митрофанович Чунтонов (31 октября 1896, Уфимская губерния — не ранее 1939) — старший лейтенант государственной безопасности; начальник Сиблага (1929—1931, 1934—1936), Карлага (1932—1933), Бамлага (1933—1934), Белбалтлага (1937).

## Биография
Родился 31 октября 1896 года в дер. Базаново Уфимской губернии в русской семье бедных крестьян.
Окончил 3 класса приходской школы, затем 5 лет учился в реальном училище, но не окончил его. Работал с 17 лет.
В 1917—1918 годы — писарь-делопроизводитель в армии. С 1917 — комиссар казначейства Бирского уездного исполкома, в 1918 — предcедатель Бирской следственной комиссии, член коллегии Бирской уездной ЧК.
С ноября 1919 по октябрь 1920 года — секретарь ревкома копей в Кузбассе, секретарь Анжеро-Судженского райисполкома. В мае 1920 года принят в ВКП(б).
В ЧК-НКВД с 1920: уполномоченный Томской ГубЧК, нач. Секретного отд. Томского губотдела ГПУ, с 1923 — вр. и. д. нач., нач. Секретно-оперативной части Томского губотдела ОГПУ, участвовал в фабрикации дел на «повстанческие организации».
С 4 сентября 1925 по август 1929 года — начальник Красноярского окружного отдела ПП ОГПУ Сибирского края. Снят с должности с объявлением строгого выговора по партлинии за то, что не проинформировал начальство о наличии компромата на избранного членом ВЦИК В. Полюдова (заявление о поступлении на службу в колчаковскую контрразведку).
В 1926—1927 годы учился в ленинском кружке повышенного типа; владел французским и немецким языками.
С 1 сентября 1929 по 28 октября 1931 года — начальник Сибирского исправительно-трудового лагеря ОГПУ.
В 1931-32 — начальник отдела спецпоселений ПП ОГПУ по Казахстану.
С 1932 по август 1933 года — начальник Карагандинского исправительно-трудового лагеря ОГПУ СССР.
С 28 августа 1933 по 19 февраля 1934 года — начальник Байкало-Амурского исправительно-трудового лагеря ОГПУ (Дальне-Восточный край).
С 19 февраля 1934 по 22 апреля 1936 — начальник Сибирского исправительно-трудового лагеря ОГПУ-НКВД, с 17 июля 1935 одновременно начальник Управления исправительно-трудовых лагерей и колоний, трудпоселений и мест заключения УНКВД Запсибкрая.
Снят с должности 19 июня 1936 за «плохое руководство лагерем, невыполнение плана отправки рабочей силы на стройки НКВД и плохое использование заключенных».
С 7 октября 1936 — зам. нач. Беломоро-Балтийского ИТЛ НКВД СССР.
3 февраля 1937 присвоено звание «старший лейтенант государственной безопасности».
С 13 июля по 28 августа 1937 года временно исполнял должность начальника Беломоро-Балтийского исправительно-трудового лагеря НКВД СССР (Карельская АССР).
Приказом НКВД СССР № 256 от 14.02.1939 года уволен из НКВД по ст. 38 «в» с исключением с учёта.
Арестован. Осужден по 2-й категории.
Освобождён. 4 июня 1942 года награждён медалью «За трудовое отличие», в этот момент служил начальником бассейнового управления техфлота.
Дальнейшая судьба неизвестна.

## Награды
Знак «Почетный работник ВЧК-ГПУ. 1917—1922 (V)» № 705.